# Couratari

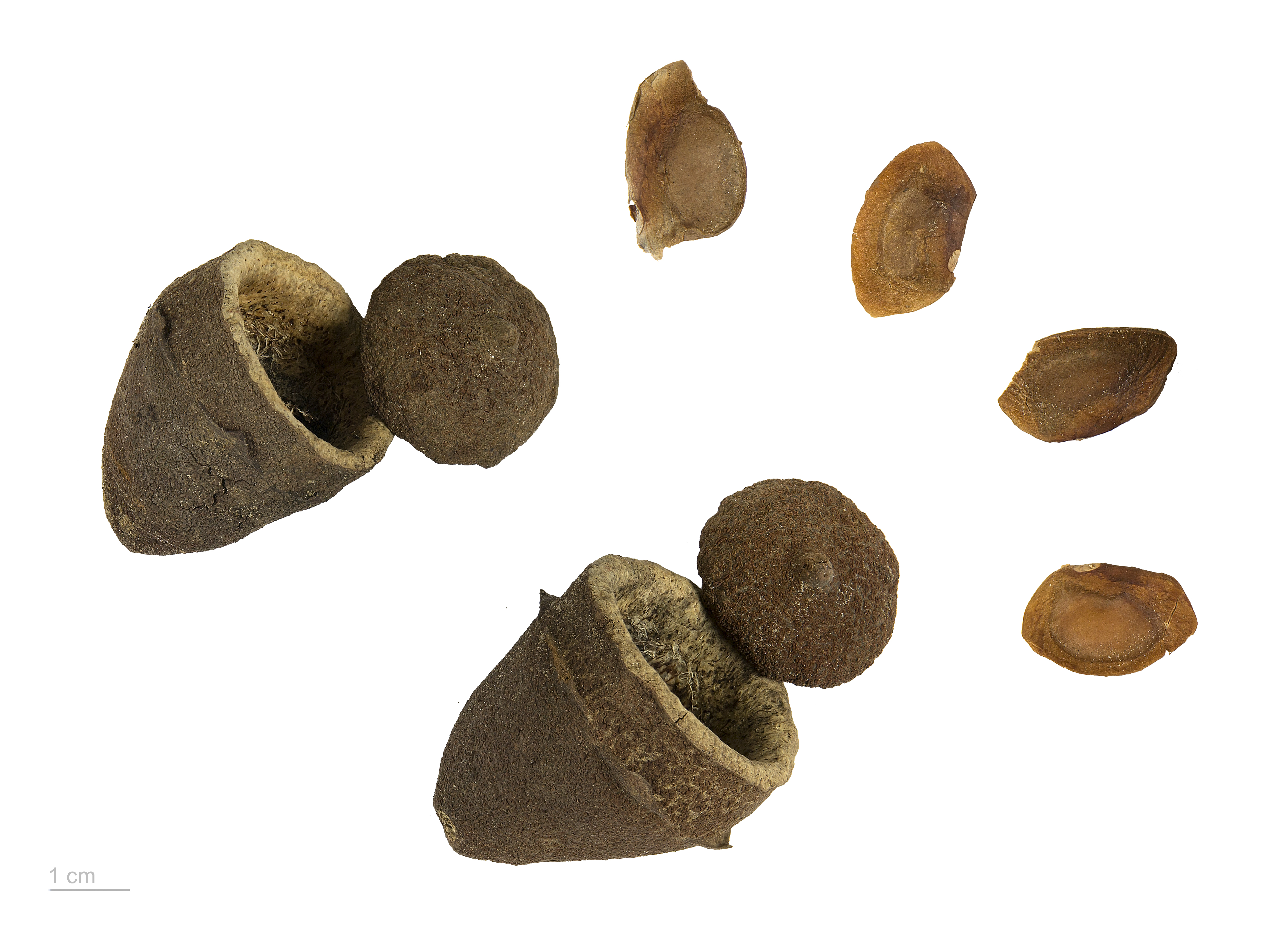
Couratari sp. - MHNT

Couratari là một chi thực vật có hoa trong họ Lecythidaceae.

## Loài
Chi Couratari gồm các loài: